# Hardfloor
Hardfloor är en tysk technoduo med klassiskt användande av Roland TB-303 för att få det så kallade post acid-soundet. Duon har bland annat remixat New Orders låt Blue Monday.
Hardfloor består av Oliver Bondzio och Ramon Zenker. Bondzio påverkades starkt av den blomstrande acid-scenen runt 1988. Till skillnad från många andra under senare år var han fast besluten att återskapa den fantastiska musiken från den tiden och tillbringade inte mindre än tre år med att använda basmaskinen Roland TB 303 för att behärska soundet. Därefter träffade han studioteknikern Zenkler, och tillsammans debuterade de med Hardtrance Acperience, som blev en inkörsport att göra remixer åt andra för att få fram post acid-soundet. Remixer som till exempel Sourmashs "Pilgrimage To Paradise", More Kantés "Yeke Yeke, New Orders "Blue Monday", Human Leagues "Filling Up With Heaven", Depeche Modes "Its No Good" och Robert Armanis "Circus Bells" är några av de mest kända.
Hardfloor fick en del kritik, men de blev aldrig formalistiska och sålde ut sig vilket en del ville göra gällande. På senare tid har de samarbetat med några av den tidiga 303-technons pionjärer, till exempel Phuture 303 med vilken de gjorde låten "Hardfloor Will Survive", både som ett försök att återvinna trovärdighet till följd av ovan nämnda kritik, och för att utforska äkta old school-acid. De producerar även acid/breakbeatmaterial under pseudonymen Da'Damn'Phreak'Noize'Phunk, och dessutom driver Bondzio skivbolaget No Label.

## Diskografi
| Album som Hardfloor - TB Resuscitation (1993) - Respect (1994) - Home Run (1996) - The Best Of Hardfloor (1997) - All Targets Down (1998) - So What?! (2000) - 4 Out Of 5 Aliens Recommend This (2005) - Compiler 1.0 (2006) - The Life We Choose (2007) - Two Guys Three Boxes (2010) - The Art Of Acid (2014) | Album som Da Damn Phreak Noize Phunk - Electric Crate Digger (1999) - Take Off Da Hot Sweater (2002) - Lost & Found (2003) - The Chearleaders Are Smilin' At You (2009) Mix album - Hardfloor presents X-MIX: Jack The Box (1998) - Our Acid Experience (2006) - Tales Of The Unexpected 3 - Mixed By Hardfloor (2008) |